# P.S. I Love You (chanson des Beatles)
Pour les articles homonymes, voir P.S. I Love You.
Singles de The Beatles
My Bonnie / The Saints
(1961) Please Please Me/Ask Me Why
(1963)
Pistes de Please Please Me
Love Me Do Baby It's You
P.S. I Love You est une chanson des Beatles principalement composée par Paul McCartney mais créditée McCartney/Lennon, enregistrée le 11 septembre 1962 aux studios EMI d'Abbey Road avec Andy White à la batterie et Ringo aux maracas et sortie le 5 octobre 1962 comme face B de leur premier 45 tours, Love Me Do. La chanson était aussi présente sur leur premier album publié le 22 mars 1963, Please Please Me.
Il s'agit d'une ballade d'amour classique qui se permet cependant des innovations notamment sur le plan des harmonies vocales. La forme épistolaire adoptée par McCartney préfigure pour sa part Paperback Writer. La chanson atteint en single la 17e place des charts, à l'époque où débute la Beatlemania. Quelques reprises, contemporaines et postérieures, ont vu le jour.

## Historique

### Composition
P.S. I Love You est composée par Paul McCartney en 1962, alors que les Beatles jouent dans les clubs de Hambourg, à la suite de la réception d'un télégramme envoyé par Brian Epstein leur annonçant qu'il vient de leur obtenir un contrat d'enregistrement avec la maison EMI. La chanson prend le prétexte et la forme d'une lettre, procédé que McCartney réutilisera quelques années plus tard avec Paperback Writer. Plusieurs auteurs pensent que la chanson s'adressait à sa petite amie de l'époque, Dot Rhone. Cependant, le compositeur s'en défend lors d'une interview à Barry Miles : « Il y a des thèmes qui sont plus accessibles que d'autres comme accroche de chanson, et les lettres sont l'un d'eux... Elle n'est pas basée sur la réalité, et je ne l'ai pas non plus écrite à ma copine depuis Hambourg, comme certains semblent le penser. »
John Lennon a pu apporter une touche à la composition, mais n'en est pas certain, comme il l'explique lors de son interview à Playboy en 1980 : « C'était la chanson de Paul. Il essayait d'écrire un truc comme Soldier Boy des Shirelles. Il a écrit ça en Allemagne, ou quand on allait et venait à Hambourg. J'ai peut-être apporté quelque chose. Je ne me souviens de rien en particulier. C'était principalement sa chanson. » Pour le musicologue Allan Pollack, il s'agit d'une composition particulière dans le sens où s'y mêlent le style des reprises des Beatles à l'époque de audition infructueuse chez Decca et des innovations, notamment dans le travail des harmonies vocales.
Le 6 juin 1962, lorsque les Beatles se présentent aux studios EMI pour leur première session d'enregistrement, P.S. I Love You est au nombre des chansons interprétées, avec Love Me Do, Ask Me Why et Bésame mucho. Lors de cet enregistrement, le batteur est encore Pete Best. Lorsque le groupe effectue sa deuxième séance, il est remplacé par Ringo Starr.

### Enregistrement

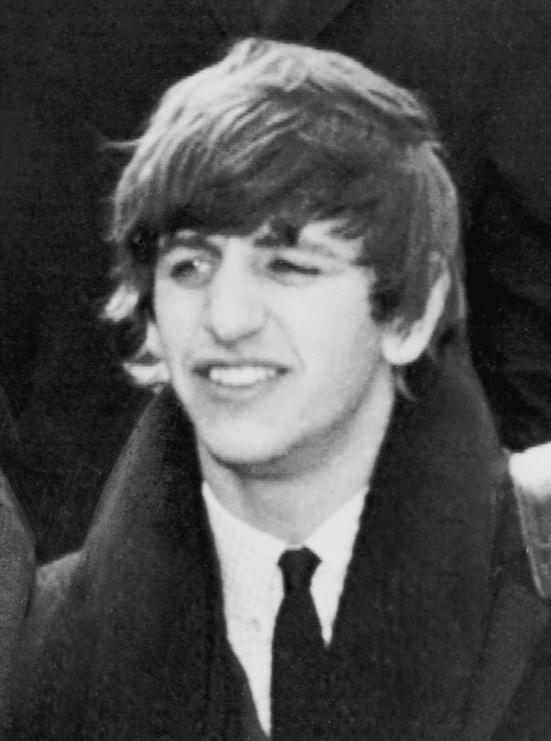
Remplacé par Andy White qui joue la caisse claire, Ringo Starr doit se contenter des maracas.

Le 11 septembre 1962, les Beatles se rendent en studio pour mettre en boîte leur premier single. Une tentative pour enregistrer Love Me Do a déjà eu lieu le 4 septembre mais s'est révélée infructueuse. George Martin, le producteur du groupe, était en effet peu convaincu par le jeu de batterie de Ringo Starr. Ron Richards, qui remplace Martin le 11 septembre, engage donc le batteur professionnel Andy White. Pour Starr, c'est le choc, comme il le raconte des années plus tard : « Ca m'a porté un coup terrible que George Martin ne me fasse pas confiance. [...] Il s'est excusé à maintes reprises depuis, ce bon vieux George, mais ça m'a anéanti - je l'ai haï, le salaud, pendant des années, et aujourd'hui encore, je ne le lâche pas ! »
Andy White effectue, pour P.S. I Love You, un rythme latin uniquement en « cross-stick », c'est-à-dire en plaçant l'extrémité de sa baguette sur la caisse claire et frappant son rebord avec le corps du bâton. Ringo est aussi mis à contribution par Ron Richards : le voyant assis inactif à ses côtés, le producteur lui propose de jouer des maracas. Les trois autres garçons jouent de leurs instruments respectifs. Paul McCartney se charge du chant principal et les deux autres l'accompagnent sur certains des mots et effectuent les chœurs. En dix prises, la chanson est prête.
La chanson une fois bouclée est envisagée comme face A par le groupe, mais Richards pose son veto. Comme il l'explique, une chanson portant ce titre était déjà sortie en single. La chanson est donc reléguée en face B de Love Me Do. Elle est mixée en mono le jour même par Richards et l'ingénieur du son Norman Smith. Le mixage stéréo est réalisé le 25 février suivant en préparation de l'album Please Please Me, avec pour base les mixages mono déjà réalisés.

### Parution
P.S. I Love You a l'honneur de figurer sur le premier single jamais publié par les Beatles, en face B de Love Me Do. Bien que John Lennon ait une place dominante aux débuts du groupe, ce single porte clairement la marque de Paul McCartney, qui est l'auteur principal des deux chansons. À cette époque, le single est signé McCartney/Lennon. Ce n'est que quelques mois plus tard, après nombre de discussions, qu'elle prend sa forme définitive de Lennon/McCartney. Très vite, le single monte dans les charts pour atteindre la 17e place, un bon score pour un premier disque. Il est possible que le manager du groupe, Brian Epstein, ait « aidé » les ventes en achetant lui-même de nombreuses copies. Dans tous les cas, le résultat est le même : la Beatlemania est sur le point de naître.
Quelques mois plus tard, les Beatles publient leur premier album, en mars : Please Please Me. P.S. I Love You y occupe la neuvième place. L'album se positionne en tête des charts durant trente semaines. La chanson figure également en 1964 sur le maxi All My Loving qui se classe en tête des ventes de son format, et en douzième position des ventes de singles.
Aux États-Unis, la chanson paraît pour la première fois en janvier 1964 sur l'album Introducing… The Beatles. En 1982, pour le vingtième anniversaire de la sortie du single, Love Me Do / P.S. I Love You est réédité et atteint la quatrième place dans les charts.
Elle est enregistrée trois fois dans les studio de la BBC. On retrouve la version enregistrée le 17 juin 1963, mise en ondes le 25 du même mois à l’émission Pop Go the Beatles (en), sur la compilation On Air - Live At The BBC Volume 2 sortie en 2013.

### Reprises
En 1964, la chanson est reprise par Alvin et les Chipmunks ainsi que par Sonny Curtis. La même année, le groupe français Les Missiles l'adapte sous le titre Ça reste entre nous. D'autres l'ont reprise comme Peter Lipa en 2003 et les Smithereens en 2008.
De toutes les chansons des Beatles, MPL Communications, le label de McCartney, possède droits que de ces deux chansons de ce 45 tours. Ceci a permis au musicien, en 1989, d'enregistrer P.S. Love Me Do, un amalgame des deux chansons, qu'il a rajouté en bonus dans le « Special Package » japonais de l'album Flowers in the Dirt en plus de l'inclure dans un EP enregistré sur scène intitulé Birthday et publié en Europe.

## Fiche technique

### Interprètes
- Paul McCartney : chant, guitare basse
- John Lennon : chœurs, guitare rythmique
- George Harrison : chœurs, guitare rythmique
- Ringo Starr : maracas
- Andy White :  batterie (« cross-stick »)

### Équipe de production
- Ron Richards : producteur
- Norman Smith : ingénieur du son[21]